# Ectonura
Genre
Ectonura est un genre de collemboles de la famille des Neanuridae.

## Liste des espèces
Selon Checklist of the Collembola of the World (version du 15 octobre 2019) :
- Ectonura araucariae (Yosii, 1960)
- Ectonura barrai Janion, Bedos & Deharveng, 2011
- Ectonura coatesi Barra, 1994
- Ectonura judithae Deharveng & Bedos, 2002
- Ectonura koumac Deharveng & Bedos, 2002
- Ectonura lata Deharveng, Weiner & Najt, 1997
- Ectonura longirostris Deharveng, Weiner & Najt, 1997
- Ectonura minima Deharveng, Weiner & Najt, 1997
- Ectonura monochaeta Janion, Bedos & Deharveng, 2011
- Ectonura natalensis (Womersley, 1934)
- Ectonura oribiensis (Coates, 1968)
- Ectonura paralata Deharveng, Weiner & Najt, 1997
- Ectonura proxima Deharveng, Weiner & Najt, 1997
- Ectonura pulchra Deharveng, Weiner & Najt, 1997
- Ectonura sensillata Deharveng & Bedos, 2002
- Ectonura snowdeni Queiroz & Deharveng, 2015
- Ectonura sylvatica Deharveng, Weiner & Najt, 1997

## Publication originale
- Cassagnau, 1980 : Nouveaux critères pour un redécoupage phylogénétique des Collemboles Neanurinae (s. Massoud, 1967). Proceedings of the first International Seminar on Apterygota, 1978. University of Siena, p. 115–132.